# Oso Ighodaro
Osasere Benjamin "Oso" Ighodaro, född 14 juli 2002 i Mesa i Arizona, är en amerikansk professionell basketspelare (PF) som spelar för Phoenix Suns i National Basketball Association (NBA).
Han draftades av Portland Trail Blazers i andra rundan i 2024 års draft som 40:e spelare totalt.
Innan Ighodaro blev proffs studerade han vid Marquette University och spelade för deras idrottsförening Marquette Golden Eagles.